# Ghiacciaio del Trient
Il ghiacciaio del Trient (in francese glacier du Trient, in tedesco Trientgletscher) si trova nel canton Vallese in Svizzera.
È situato nei pressi della frontiera con la Francia a sud di Martigny e a nord delle Alpi del Monte Bianco. Misura 4,5 km e ricopre una superficie di circa 6 km². Prende il nome dal villaggio di Trient situato più in basso nella valle.

## Variazioni frontali recenti

Evoluzione del ghiacciaio in metri (1881-2002).
In verde, le differenze di lunghezza cumulative. In rosso, le variazioni di lunghezza annuali.

## Descrizione
I nevai all'origine del ghiacciaio si trovano ad un'altezza compresa tra i 3.000 ed i 3.200 m. Essi formano il plateau del Trient e sono contornati ad ovest dall'aiguille du Tour (3.540 m, sulla frontiera con la Francia), a sud dall'aiguilles Dorées (3.519 m) e ad est dalla punta d'Orny (3.271 m). Il plateau du Trient serve da zona di accumulo per il ghiacciaio.
Sotto il plateau del Trient, il ghiacciaio che misura circa 600 m di larghezza si dirige nella stretta valle orientata verso nord e scende fino a circa 1.800 m. Dal ghiacciaio prende inizio il Trient, fiume che si collega al Rodano all'altezza di Vernayaz.
Il ghiacciaio di Trient è unito al ghiacciaio d'Orny attraverso il colle d'Orny (3.096 m) interamente coperto di ghiaccio. A sud-ovest comunica con il ghiacciaio del Tour totalmente in territorio francese.
A sud della punta d'Orny, il rifugio del Trient (del CAS) sovrasta il plateau del Trient a circa 3.170 m. Il rifugio serve come punto di partenza per le spedizioni sul ghiacciaio e sulle vette della parte nord delle alpi del Monte Bianco.

## Galleria d'immagini

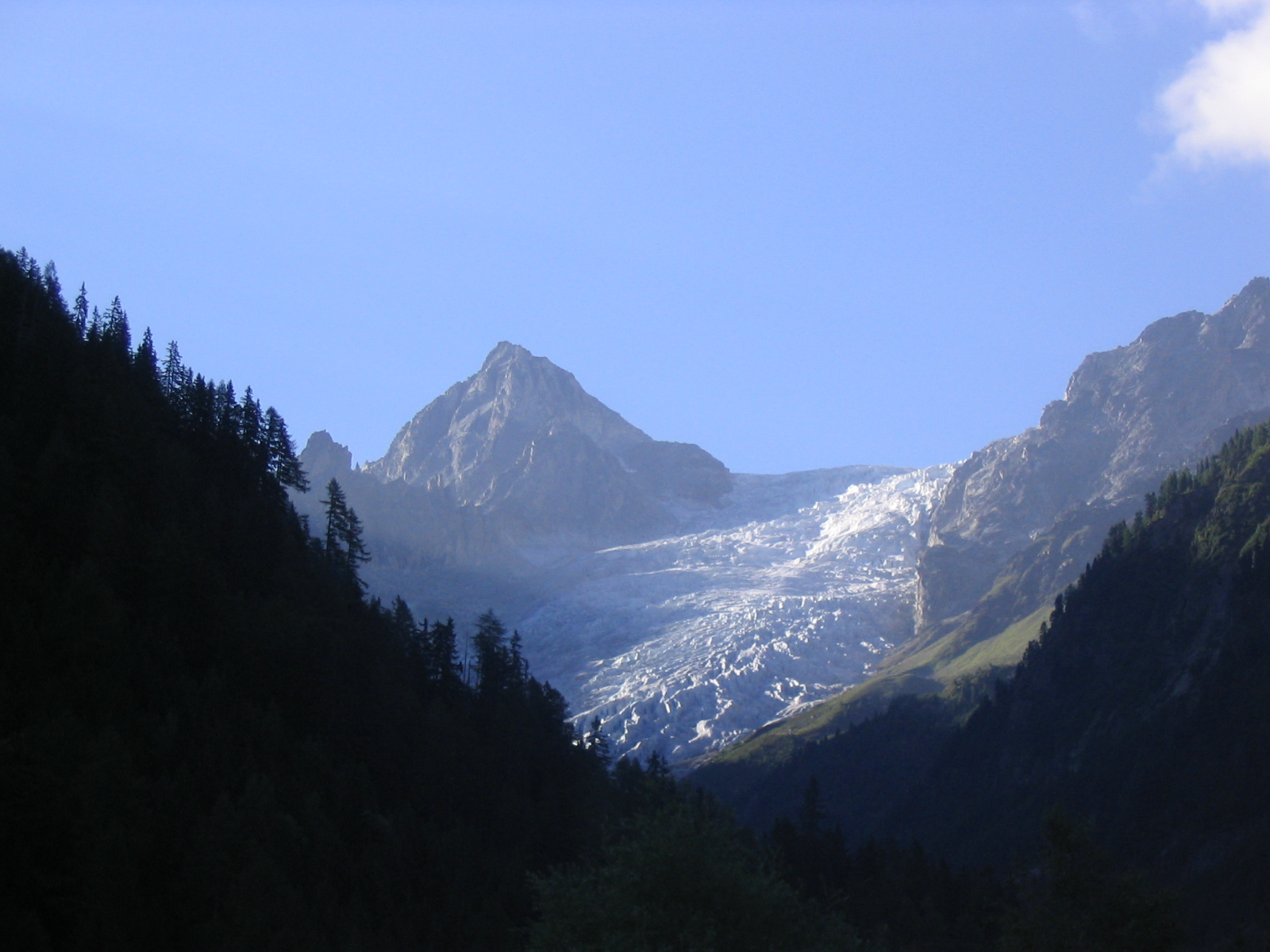
La testata della valle con il ghiacciaio
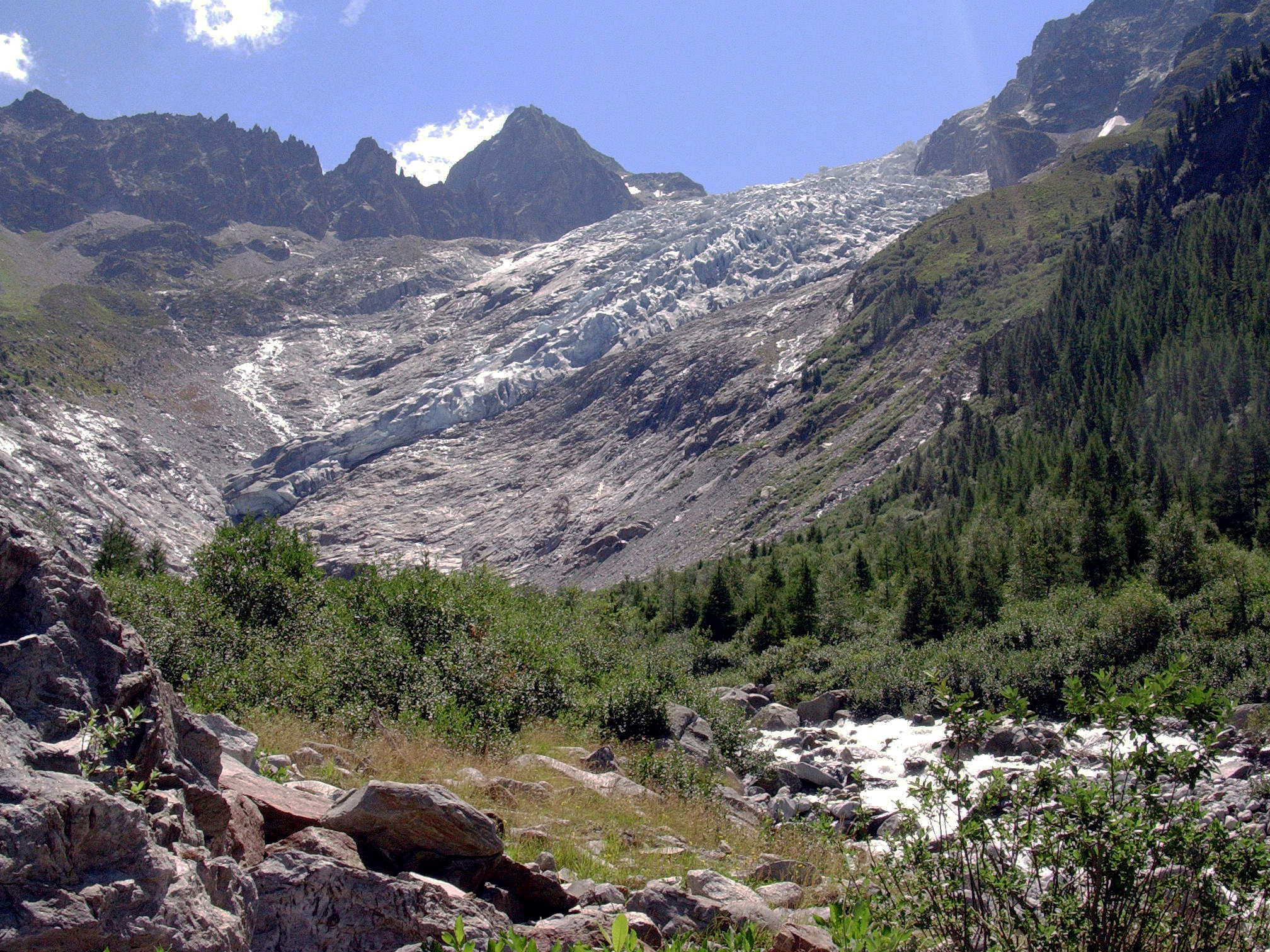
Parte terminale del ghiacciaio.
Il ghiacciaio come si presentava nel 1909.